# Teatro e Storia
Teatro e Storia è una rivista dedicata al teatro, che si occupa di storia e storiografia del teatro e delle arti performative. 

## Storia editoriale
Venne fondata nel 1986 da Fabrizio Cruciani, Claudio Meldolesi, Ferdinando Taviani, Franco Ruffini, Nicola Savarese, Eugenia Casini Ropa e Daniele Seragnoli.
L'editore della rivista è stato Il Mulino dal 1986 al 2000, e Bulzoni dal 2000 in poi. La periodicità della rivista è stata semestrale dal 1986 al 1993, annuale dal 1994 ad oggi. Dal 2003 la direttrice responsabile è Mirella Schino. 
La rivista pubblica articoli in italiano, inglese, francese e spagnolo e dal 2009 adotta il sistema di «peer review» per valutare gli articoli. 
Nell'editoriale che appare nel primo numero si legge: «"Teatro e storia" vuole essere un laboratorio di studi teatrali, al di fuori delle mode teatrologiche e delle sterili agitazioni che coprono i reali movimenti, proponendo ricerche e riflessioni storiografiche e grimaldelli teorici: per far esistere il teatro e il suo studio non in riferimento alle culture ma quale parte integrante e necessaria di esse».